# Masakra na przyjęciu 3
Masakra na przyjęciu 3 (ang. Slumber Party Massacre III) – amerykański horror z 1990 roku w reżyserii Sally Mattison. Trzecia część slashera Mord podczas nudnego przyjęcia (1982). Zdjęcia kręcono w Los Angeles.

## Zarys fabuły
Jest początek wakacji. Grupa przyjaciół spędza czas nad morzem. Jako że rodziców jednej z dziewcząt nie ma w domu, zapada decyzja o zorganizowaniu w jej posiadłości imprezy. Zapowiada się huczna, pełna zabawy noc.